# 中鉢悟
中鉢 悟（ちゅうばち さとる、1969年11月10日 - 2007年11月7日）（別名：春日亮二。ハンドルネーム「がんすけ(GunSUKE)」の呼び名もある）は、北海道根室市出身の事業家・活動家・ミュージシャン。男性同性愛者。

## 業績
- 日本で3局目の開局となったゲイ用BBS「GunHEAD/BBS」というパソコン通信を立ち上げたシステムオペレータ。
- その後、ゲイの仲間と会社を設立し、GAVIE（ガービィ）という日本で初の有料BBSを成功させた。[要出典]
- 有限会社スタジオスタッグの社長、エムビーワン・テックラボの社長、ゲイビデオの流通大手日本ビデオバンクと、オンライン販売店P&G ENTERTAINMENTの取締役などを務めた。

## 同性結婚
1999年9月9日、当時のパートナー（通称ヤス）と婚姻の代わりに養子縁組みを行い、その後、センチュリーハイアット（東京都新宿区）で人前式の「結婚式」を行ったことが、雑誌の取材などで大きく取り上げられた。

## 来歴
- ゲイ雑誌、薔薇族のグラビアを撮影したこともあり、特集の取材を行ったり、小説の連載をもっていたこともあるが、デビューはゲイ雑誌「さぶ」における学園物の短編小説。
- ゲイ雑誌BadiにHIV関連の連載を持っていた。
- 1999年末からはバンド genetic LOAD のメンバーとして作詞・作曲を行っていた。このバンドは、セグメンテーション音楽に求められるメッセージ性も勿論だが、"genetic LOAD PROJECT" になってからはさまざまな仲間からのアイディアを吸い上げ、多種多様な音楽のジャンルに挑戦したが、2001年に内部紛争が起きて春日が脱退、その後バンドは無期限活動中止している。
- 2000年8月27日に再開された「東京レズビアン＆ゲイパレード2000」において、実行委員長の砂川秀樹を支えて成功させ、その後もパレードの継続に尽力した。[1]。
- 春日亮二の名前でBadiで「ゲイ・インディーズ・スクエア」というゲイ・インディーズの連載を持ち、音楽祭、GLAPなどの音楽イベントなども積極的にも関わり、新人の発掘にも尽力した。[要出典]
- 晩年はアルコール使用障害・うつ病・パニック障害と診断され、ゲイ業界での活動はほとんど行っていない。クリスチャンである別のパートナーを2006年6月6日に養子にとった。
- 2007年11月7日午後0時33分、肺炎のため東京医科大学病院にて死去。（37歳没）

## 著書
- 「SVR4 UNIXシステムプログラミング」発行：技術評論社 1996年1月 ISBN 978-4774101873